# Република (италиански вестник)
Вижте пояснителната страница за други значения на Република.
„Република“ (на италиански: La Repubblica) в Рим е най-тиражираният вестник в Италия.

## История
Вестникът е основан от италианския журналист Еудженио Скалфари през 1976 г. През първите години „Ла Република“ достига тираж от 150 000 броя. Публицистът Карло Каракио инвестира 1,3 млн. евро в модернизацията на печатницата на вестника.
От 1997 г. вестникът прави свое електронно издание. С 10,6 млн. посещения Сайтът е най-посещаваната електронна медия в Италия.
Вестникът отразява скандалите в Католическата църква.

## Главни редактори
- 1976 – 1996: Еудженио Скалфари
- 1996 – 2016: Ецио Мауро
- от 2016 г.: Марло Калабрези